# Partido Socialista Português
O Partido Socialista Português (1875–1933) foi um partido político português fundado em 10 de janeiro de 1875, na sequência do Congresso de Haia da Associação Internacional dos Trabalhadores, o qual votara a criação de partidos socialistas nacionais. Da sua primeira comissão directiva fizeram parte José Fontana, Azedo Gneco, José Correia Nobre França e José Tedeschi. Também em linha com o Congresso de Haia, o Partido assumia-se como marxista (depois federalista e proudhoniana), rejeitando as propostas de pendor anarquista da facção do movimento operário inspirada no bakuninismo. Teve como órgãos de imprensa os periódicos O Protesto, em Lisboa, e o Operário, no Porto, os quais se fundiram para dar origem a O Protesto Operário. O primeiro programa foi aprovado em 1895. Com um percurso político complexo, o Partido Socialista Português sobreviveu até à efectiva supressão da acção dos partidos políticos operada pelo governo da Ditadura Nacional em 1927. Em 1933 ainda realizou uma Conferência Nacional, em Coimbra, nas vésperas da entrada em vigor da Constituição Portuguesa de 1933, que de jure ilegalizou os partidos políticos. Alguns dos seus membros mais destacados foram co-fundadores, com personalidades provenientes de outros partidos democráticos, da Aliança Republicana Socialista.

## As origens

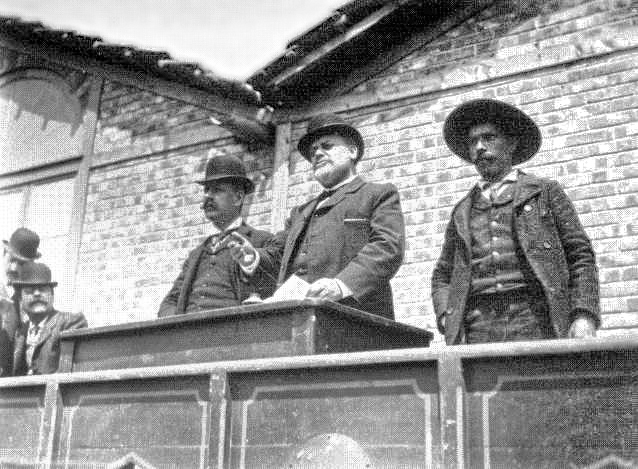
O dirigente socialista Azedo Gneco num comício republicano realizado a 1 de Maio de 1907 no antigo recinto do Teatro do Rato

O Partido Socialista Português nasceu da evolução do movimento operário português, em particular a partir das facções lideradas pelos poucos intelectuais que em Portugal por meados do século XIX se interessaram pelas questões do proletariado e pelas transformações sociais ditadas pela Revolução Industrial.
Apesar da sociedade portuguesa continuar a ser essencialmente agrária, carácter que manteria por mais um século, a partir da década de 1850 surgem progressivamente novas indústrias, essencialmente instaladas na periferia da cidade de Lisboa e, em muito menor escala, no Porto e em outras cidades do litoral. Esta industrialização incipiente gera um número suficiente de proletários para permitir o nascimento de movimentos operários, voltados para a defesa dos interesses dos trabalhadores face ao crescente poder do patronato e à dureza das condições de trabalho e magreza dos salários.
Foi nesse contexto que a 28 de Abril de 1850 se inicia em Lisboa a publicação de O Eco dos Operários, o primeiro periódico voltado para um público proletário e considerado o primeiro jornal socialista em Portugal. O elevadíssimo analfabetismo entre os destinatários da publicação, obriga à criação de uma rede de associações, mais ou menos informais, onde o periódico e outra literatura de interesse para os operários era lida em voz alta, em saraus operários que tiveram grande popularidade.
Entretanto inicia-se em Portugal o período da Regeneração, com um forte esforço de fomento da industrialização, acompanhado por alguns avanços na direcção da modernização da sociedade portuguesa e na sua democratização. Foi nesse contexto que a 5 de Julho de 1852 foi abolida a pena de morte para os crimes políticos, medida que foi acompanhada pelo reforço do direito de associação, o que permitiu que a 27 de Julho de 1852 fosse fundada a Associação dos Operários, a primeira associação de classe, no moderno sentido do termo, que existiu em Portugal.
A 16 de Junho de 1853 foi publicado o decreto que aprova os estatutos do Centro Promotor de Melhoramentos das Classes Laboriosas, os quais haviam sido redigidos pelo engenheiro Francisco Maria de Sousa Brandão. O Centro torna-se rapidamente na mais importante das associações operárias, considerado, pelo próprio governo, como o centro das associações operárias, prestando um importante contributo para despertar a consciência cívica do proletariado português.
A partir do início da década de 1860 surge um forte movimento associativo entre o operariado, com a formação de associações de classe, que desembocaria no sindicalismo. Este movimento está associado a uma crescente tomada de consciência pelos proletários da sua condição, a qual leva que a par do sindicalismo se generalize o desejo de uma alteração política que contribua para a melhoria da condição sócio-económica das classes laboriosas.
Esse movimento leva ao reforço da propaganda socialista, republicana e do anarquismo, ao tempo formando um complexo ideológico de difícil destrinça. O processo é acelerado pela influência estrangeira, em particular francesa, e pela crescente presença entre o operariado português de organizações directa ou indirectamente ligadas à Associação Internacional dos Trabalhadores e às ideias socialistas por ela promovidas.
Neste contexto, o processo que levaria à formalização de um Partido Socialista em Portugal teve uma rápida evolução com o dealbar da década de 1870: a 19 de Outubro de 1870 o Centro Promotor de Melhoramentos das Classes Laboriosas, então presidido por Francisco Vieira da Silva Júnior, reformou os seus estatutos, tendo por base os princípios da Associação Internacional dos Trabalhadores; a 18 de Março de 1871 foi fundada a Comuna de Paris, galvanizando toda a esquerda europeia; e em Junho de 1871 chegam a Lisboa emissários da Associação Internacional dos Trabalhadores com o objectivo de organizar o estabelecimento de uma secção daquela organização.
Os emissários da Associação Internacional dos Trabalhadores eram os espanhóis Anselmo Lorenzo, Gonzaléz Morago e Francisco Mora, os quais após vários contactos reuniram com José Fontana (que terá sido o contacto do grupo em Portugal), Antero de Quental e Jaime Batalha Reis. Ficou então acordada a fundação secreta do Núcleo Internacional de Lisboa da Associação Internacional dos Trabalhadores, a que aderem, entre outros, Nobre França, Azedo Gneco, José Tedeschi e Sousa Monteiro. Na sequência deste processo, Antero de Quental publica o folheto O que é a Internacional (1871), um dos primeiros documentos de referência do movimento socialista em Portugal.
No prosseguimento dos objectivos da Associação Internacional dos Trabalhadores, José Fontana e outros fundam, a 19 de Janeiro de 1872, a Associação Fraternidade Operária sob cuja égide se inicia a 10 de Março daquele ano a publicação de O Pensamento Social, órgão de propaganda socialista.
Quando em Setembro de 1872 se reuniu em Haia o 5.º Congresso da Associação Internacional dos Trabalhadores, que ficaria conhecido pelo Congresso de Haia, a Fraternidade Operária fez-se ali representar por Paul Lafargue, genro de Karl Marx, que tinha estado em Lisboa.
No Congresso de Haia foi aprovada a criação de partidos socialistas nacionais e a rejeição do anarquismo, representado pela Aliança Internacional de Democracia Socialista, inspirada pelo pensamento de Mikhail Aleksandrovitch Bakunin e até ali integrada na AIT.
A Fraternidade Operária seguiu as orientações aprovadas no Congresso e iniciou o processo de fundação de um partido socialista em Portugal. Coube a José Fontana, um jovem suíço radicado em Portugal, liderar o processo.
José Fontana gozava então de enorme popularidade, sendo visto como um herói romântico empenhado na defesa da classe trabalhadora. Capaz de atrair multidões, fazia saraus operários lendo trechos do Portugal e o Socialismo de Oliveira Martins e outras obras de propaganda socialista, ao mesmo tempo que mantinha uma relação próxima com intelectuais como Antero de Quental e outros membros do Cenáculo, a que pedira para pôr de pé o programa do Partido. A diversidade ideológica dos envolvidos, e a sua falta de cultura política, não permitiram que a tarefa de elaboração do programa tivesse êxito: não conseguindo consensos, Fontana acabou por aceitar que a situação era de tal sorte que, para não haver cismas, assentara-se em não haver programa.
Apesar de não haver programa aprovado para o Partido, o processo da sua constituição prosseguiu e a 10 de Janeiro de 1875, por proposta de Azedo Gneco e com o apoio de José Fontana, foi constituído o Partido Socialista Português (PSP). A comissão encarregada de redigir o programa passa a ser composta, entre outros, por José Fontana, Azedo Gneco, Antero de Quental, Nobre França e Felizardo de Lima. A 7 de Agosto daquele ano foi lançada a primeira edição do órgão do Partido, denominado O Protesto Operário, tendo como director Azedo Gneco. José Fontana, até ali o principal rosto do projecto, gravemente doente com tuberculose, suicidou-se em 2 de Setembro daquele mesmo ano de 1875, deixando Azedo Gneco incontestado na liderança do partido.
O recém fundado Partido Socialista Português estreia-se a 15 de Novembro de 1875, quando se realizam eleições municipais em que pela primeira vez são incluídos numa lista neutra para a Câmara Municipal de Lisboa quatro militantes socialistas: Jaime Batalha Reis, Sousa Brandão, António Soares Monteiro e Francisco Gonçalves Lopes.

## O I Congresso e a cisão de 1878
O I Congresso reuniu 23 associações e 48 delegados.
Em 1878 surgiu a primeira cisão quando Azedo Gneco patrocinou a candidatura, nas eleições gerais de 13 de Outubro daquele ano, de Oliveira Martins integrado nas listas do Partido Progressista no círculo eleitoral do Porto, com a desistência dos socialistas.

## Congresso de 1878
No II Congresso, de 1878, 17 associações e 48 delegados. Aí se abandonaram as teses da abstenção, resolvendo-se que o partido nunca se deveria abster da luta eleitoral. Nesse ano, o partido muda de nome, quando se funde com a Associação dos Trabalhadores da Região Portuguesa, passando a designar-se Partido Operário Socialista Português, sob inspiração das teses guesdistas.
Em 1879 surgiu a dissidência do grupo A Voz do Operário, órgão dos manipuladores de tabaco já anarquista.
No Congresso de 1880, o partido estava já reduzido a 9 associações.
No Congresso de 1885 surge novo programa do partido, inspirado no federalismo de Proudhon, alheando-se da luta revolucionária e do princípio da luta de classes.
Com efeito, em 1884-1885 começou a intensificar-se o anarquismo e a respectiva propaganda, principalmente quando a partir do momento em que Manuel Luís Figueiredo e Viterbo de Campos participaram no Congresso Internacional de Paris de 1889.
Surgiu então o confronto entre os economicistas, possibilistas defensores das reformas (Luís Figueiredo) e os marxistas ou revolucionários (Azedo Gneco). Os primeiros publicam O Protesto Operário e o Trabalhador, mobilizando Carvalho e Cunha, Agostinho da Silva e José Martins. Os segundos publicam o Eco Socialista e têm a apoiá-los Nobre França, Domingos Leite, Conceição Fernandes, Viterbo de Campos e Luís Soares. Estes dois grupos, maioritários, distinguem-se de mais dois: o grupo dito dos ecléticos, que publicam A Voz do Operário e o Amigo do Povo e o grupo dito dos socialistas de Estado, com Sousa Brandão, Costa Goodolphim, Liberato Correia, Augusto Fuschini, Jaime Batalha Reis e Oliveira Martins. Como então reconhecia Nobre França, o que hoje existe tem pouca significação verdadeiramente socialista. O que predominam são agremiações, animadas pela burocracia, esperando pelas cebolas do Egipto.
Em 1897 houve uma cisão dentro do grupo de Gneco, quando Ernesto Silva e Teodoro Ribeiro pretenderam uma aliança com o Partido Republicano, tendo surgido uma aliança republicano-socialista.
Alguns socialistas chegaram a apoiar Sidónio Pais, levando a uma divisão em 1919, com o ministro socialista Augusto Dias da Silva a receber apoio dos anti-sidonistas. Na altura, conseguiram 4 deputados (2.126 votos em Lisboa e 1 569 no Porto). Realizou-se então, em Outubro de 1919, o Congresso da Figueira da Foz. Seguiu-se o X Congresso de Maio de 1922, em Tomar.
No XI Congresso, realizado no Porto, em Junho de 1924, o partido passou a ser dominado por Ramada Curto e Amâncio Alpoim. Tinham então, no Porto, o jornal República Social e em Lisboa O Protesto. Quanto aos anarquistas, saliente-se que o movimento desencadeou-se em Portugal a partir do movimento grevista de 1872. Em 1887  publicou-se em Lisboa uma declaração de princípios comunista-anarquista, enquanto surgiu no Porto A Revolução Social. Em 1892, A Revolta. Em 1894 A Propaganda, O Rebelde, O Trabalhador. Em 1895, a Obra. Com a lei antianarquista de 13 de Fevereiro de 1896, houve um certo refluxo, mas em 1904 surgiram os jornais O Gráfico em Lisboa e A Vida no Porto. Em 1908, A Greve onde se destacou Alexandre Vieira.

## Resultados eleitorais
| Data | Votos         | %             | Deputados     | +/-           | Senadores     | +/-           | Status            |
| ---- | ------------- | ------------- | ------------- | ------------- | ------------- | ------------- | ----------------- |
| 1911 | N/D           | N/D           | 2 / 234       |               | -             |               | Oposição          |
| 1915 | 5 141         | 7,0 (6.º)     | 2 / 163       | Estável       | 0 / 69        |               | Oposição          |
| 1918 | Boicote       | Boicote       | Boicote       | Boicote       | Boicote       | Boicote       | Boicote           |
| 1919 | N/D           | N/D           | 8 / 163       |               | 0 / 74        |               | Oposição          |
| 1921 | N/D           | N/D           | 0 / 163       | 8             | 0 / 71        | Estável       | Extra-parlamentar |
| 1922 | Não concorreu | Não concorreu | Não concorreu | Não concorreu | Não concorreu | Não concorreu | Não concorreu     |
| 1925 | N/D           | N/D           | 2 / 163       |               | 2 / 73        |               | Oposição          |